# 高亮
高 亮（こう りょう、生没年不詳）は、中国の北斉の皇族。襄城王。孝昭帝高演の庶出長男。母は桑氏。字は彦道。

## 経歴
襄城王高淯の後を嗣いだ。徐州刺史となったが、商人の財物を奪った罪で免官された。武平7年（576年）、後主が北周の武帝の軍に敗れて鄴に撤退すると、高亮も後主に従って鄴に入った。太尉・太傅の位に転じた。北周軍が鄴を攻撃すると、高亮は啓夏門で防戦にあたった。北斉の諸軍はみな戦わずして敗れ、北周軍は諸城門から入城したので、高亮の軍も敗走した。高亮は馬のまま太廟に入ると、慟哭して祖先に謝罪し、その後に北周軍に捕らえられた。関中に入ると、儀同の位を受け、辺境に流されて、龍州で死去した。

## 伝記資料
- 『北斉書』巻10 列伝第2
- 『北史』巻51 列伝第39